# Замок Балліконнелл
Замок Балліконнелл (англ. Ballyconnell Castle, ірл. Caisleán na Béal Átha Conaill) — кашлен на Бел Аха Конайлл — Замок Входу в Брід Конайлла — один із замків Ірландії, розташований у графстві Каван біля однойменного селища Балліконнелл. Замок побудований біля річки Грайнне та гори Слів Рухен. Нині руїни замку стоять на відстані 1 милі від кордону з Північною Ірландією, що досі є у володіннях Великої Британії. Колись давно тут був неглибокий брід через річку Грайнне на кордоні між королівствами Ольстер (Улад) та Коннахт. Від замку лишилися вбогі залишки стін і фундаментів, які були досліджені археологами. На руїнах замку був збудований Балліконнелл-Хаус, що теж називається замком Балліконнелл.

## Історія
Біля замку Балліконнелл є давні гробниці та кургани часів неоліту, побудовані біля 3500 р. до н. е. Ще в ті прадавні часи тут селилися люди й будували споруди, ще в ті часи тут було поселення. Ще одна мегалітична споруда є біля гори Слів і датується вона 2000 р. до н. е. У давнину ця місцина, де нині стоїть замок називалася Маг Слехт. Це вузька смуга землі між річкою Грайнне та горою Слів. Тут колись народився святий Даллан Фограйлл (ірл. Dallán Forgaill). У добу раннього середньовіччя ця земля належала клану Мак Говерн. Вожді цього клану мали фортецю на місці де потім було збудовано замок. Коли вперше тут була збудована фортеця чи оборонна споруда — це губиться в безодні історії. Це місце було прикордонне, і тут з давніх-давен йшли війни між різними королівствами та кланами. Спочатку між королівствами Улад та Коннахт, потім між королівствами Брейфне та Тір Еогайн, війни між кланами Магвайр, О'Рурк, О'Рейллі, Мак Говерн, Мак Кіернан та їх союзниками. Фортеця Бел Аха Конайлл згадується в «Літописі Чотирьох Майстрів». Там є такі записи. У 1323 році біля фортеці Балліконнелл відбувся бій, під час якого Рорі Мак Магон, Мел О'Шеганнайн та Мак Мулдун були вбиті Кахалом О'Рурком. У 1457 році Браян Магвайр воював тут з Лохланном О'Рурком, Мак Говерном, Мак Кіернаном — з вождями які привели свої клани сюди на бій. У 1470 році тут відбувся бій між кланами О'Доннелл та О'Рурк з одного боку та кланами О'Рейллі та Мак Кіернан з іншого боку. У 1475 році сюди прийшов вождь клану О'Доннелл — Х'ю Роу О'Доннелл щоб укласти мир з кланом О'Рейллі. У 1595 році тут зупинилося військо клану О'Доннелл під час війни на землях Каван за незалежність Ірландії.
У 1605 році Англія повністю захопила Ірландію, останні незалежні ірландські королівства були захоплені. Почалось колонізація цих земель англійськими та шотландськими поселенцями. У 1605 році капітан Річард Тіррелл купив маєток Калва в ірландського ватажка Кормака Магварана. Потім він продав маєток Волтеру Талботу — сину Джеймса Талбота з Агерскіт. У 1609 році дозвіл на розширення поселень дав Волтеру Талботу сер Артур Чічестер — лорд-заступник Ірландії. Він дав Талботу грамоту на володіння землями та маєтком Калва. У 1611 році Волтер Талбот тут збудував новий замок на місця старої фортеці клана Мак Говерн. Потім збудував церкву. Про це свідчить у своїх записах Джордж Карью — І граф Тотнес. У 1613 році будівництво було розширене. До 1656 року тут був збудований міст через річку. Потім, у 1830 році тут збудували новий міст на місці старого.
У 1619 році Піннар повідомив, що Волтер Талбот збудував тут потужну стіну і башту — квадратну, 100 футів по периметру, висотою 12 футів з двома фланкуючими вежами. Замок був збудований з дикого каменю та вапна, мав висоту три поверхи, у «дуже зручному і хорошому місці для оборони країни».
У 1622 році було зроблене ще одне повідомлення про те, що Волтер Талбот володіє маєтком площею 1500 акрів землі, має потужний замок з каменю, замок стоїть у зручному місці для оборони, Волтер Талбот та його дружина живуть у замку. Земля здається в оренду аборигенам. Потім дається перелік та опис зброї, яка є в замку до кожної піки та ножа.
Вальтер Талбот помер 26 червня 1625 у своєму замку і його син Джеймс Талбот успадкував маєток і замок у віці всього 10 років. Джеймс Талбот одружився з Гелен Калверт — дочкою Джорджа Калверта — І барона Балтімора в 1635 році. Його син Джордж Талбот володів маєтком Сесіл у колонії Меріленд в Америці. Свій маєток він потім назвав Баллаконнелл — на честь свого родового гнізда. Джордж Талбот був потім призначений Генеральним сеньйором колонії Меріленд в 1683 році.
У 1641 році спалахнуло повстання за незалежність Ірландії. Як це не дивно, але Талботи підтримали повстанців — вони були католиками. Замок і маєток Балліконнелл був конфіскований Олівером Кромвелем. Але потім, у 1655 році йому компенсували втрати — дарували йому замок і маєток Рабі в графстві Роскомон. Він помер в 1687 році.
Після придушення повстання за незалежність Ірландії замок та маєток Балліконнелл був дарований капітану армії Олівера Кромвеля Томасу Гвілліму. У 1666 році замок та селище були перейменовані на Гвіллімбрук на честь власника. Він був родом з Гленаві, графство Антрім, де його батько — високоповажний Мередіт Гвілім був вікарієм парафій Гленаві, Камлін, Талліраск, Балліндеррі, Магерагалл в 1622—1634 роках. У 1660 році він став комісаром графства Каван. Томас Гвіллім помер в 1681 році. Його син — полковник Мерідіт Гвіллім успадкував маєток і замок Балліконнелл. У 1683 році він одружився з Марджері Шерідан — сестрою сера Томаса Шерідана — секретаря Ірландії. Вони мали сина — Мерідіт Гвілліма Молодшого, що помер неодруженим в 1728 році. У 1687 році він розбудував замок Балліконнелл вклавши в цю справу більше £ 500 — величезну на той час суму. Як виявилось потім — намарно. 6 лютого 1685 році на престол Англії та Ірландії вступив король католик Джеймс II. Відбувся конфлікт між католиками та протестантами, зокрема і в замку Балліконнелл. У результаті конфлікту замок згорів. Родина Гвіллім переселилась Кловерхілл і хотіли перечекати війну.
У 1688 році замок згорів вщент. На його місці збудували укріплений будинок — Балліконелл-Хаус, але залишки стін та башт замку збереглися і були досліджені під час археологічних розкопок.
Балліконнелл-Хаус збудував Г. Монтгомері та зберіг назву споруду «замок». При відбудові використаний місцевий дикий камінь — пісковик. Будинок був резиденцією місцевих лордів.
У 1724 році маєток Гвіллім продали за £ 8000 полковнику Олександру Монтгомері (1686—1729) з Конвой-Хаус, графство Донегол. Він помер у 1729 році та передав замок Балліконнелл своєму племіннику Джорджу Леслі, що взяв прізвище Джордж Леслі Монтгомері. Він був депутатом парламенту Ірландії від Тірону та Кавана в 1765—1787 роках. У 1787 році він помер і передав маєток і замок своєму сину Джорджу Монтгомері. Він збожеволів і майно та замок передали Канцелярському суду. Він помер в 1841 році, маєток та замок перейшов до його кузена Енері з Баунбоя. У 1856 році він продав маєток та замок Балліконнелл, користуючись тим, що ця земля різко підскочила в ціні — через цю землі прокладали канал Вудфорд і уряд платив за це гроші. Садиба була розділена між різними покупцями, у тому числі Джорджа Роу, що купив замок.
Після повстання за незалежність Ірландії в XX столітті розділу Ірландії володіння Балліконел були розділені кордоном між Великою Британією та Вільною Державою Ірландія. Під час громадянської війни в Ірландії замок Балліконнел став ареною боїв — зазнавав нападу з обох сторін конфлікту. Зокрема, у лютому 1923 році тут відбулися бої між ІРА та солдатами Вільної Держави Ірландія. У той час бійці ІРА створили партизанські загони в цьому районі з метою вести війну проти англо-ірландського договору і розділу Ірландії.